# تالین (ورین تالین)
تالین (به ارمنی: Թալին) یک روستا در ارمنستان است که در ورین تالین، استان آراگاتسوتن واقع شده‌است.  در  کیلومتری شمال آشتاراک، مرکز استان آراگاتسوتن واقع شده است.